# ۵۸۴ (قمری)
۵۸۴ (قمری)، پانصد و هشتاد و چهارمین سال در گاهشماری هجری قمری است. اول محرم این سال برابر با نهم مارس سال ۱۱۸۸ میلادی است.